# Tengiz Ts'ikaridze
Tengiz Ts'ikaridze (in georgiano თენგიზ წიქარიძე?; Gori, 21 dicembre 1995) è un calciatore georgiano, centrocampista del Gonio.

## Carriera
Ha giocato nella massima serie georgiana, in quella kazaka e in quella armena.

## Palmarès

### Club

#### Competizioni nazionali
- Campionato georgiano: 1

Dila Gori: 2014-2015
- Supercoppa di Georgia: 2

T'orp'edo Kutaisi: 2018, 2019
- Coppa di Georgia: 1

T'orp'edo Kutaisi: 2018